# Никола Шарчевић
Никола Шарчевић (Еребро, Шведска, 9. јула 1974) је музичар, певач и басиста у бенду Миленколин. Издао је и два албума под својим именом. Живи у Гетеборгу а пореклом је из Београда.
На свом првом албуму је неке песме посветио свом брату Миодрагу који је нестао 2003. године.

## Дискографија

### Албуми
- Lock-Sport-Krock (2004)
- Roll Roll and Flee (2006. у Шведској, 2007. у Северној Америци)

### Синглови
- Lovetrap (2004, само у Шведској)